# The Mars Volta
The Mars Volta – amerykańska grupa muzyczna wykonująca szeroko pojętą muzykę rockową. Powstała w 2001 roku w El Paso w stanie Teksas. Nazwa zespołu według jego członków wywodzi się z ich fascynacji science fiction (Mars) i filmami Federico Felliniego, który używa terminu volta na zmieniające się sceny w filmie. Teksty The Mars Volta są śpiewane/recytowane po angielsku i hiszpańsku oraz łacinie.
24 stycznia 2013 r. lider zespołu, Cedric Bixler-Zavala, ogłosił oficjalnie zakończenie działalności na swoim profilu na Twitterze.

## Historia
Zespół został założony w 2001 przez dwóch muzyków zespołu At the Drive-In, Cedrica Bixlera i Omara Rodrígueza-Lópeza (początkowo pod nazwą De Facto), do których dołączyli: Jeremy Ward i Isaiah "Ikey" Owens. Wkrótce At the Drive-In się rozpadło i muzycy skupili się już tylko na pracy nad pierwszym albumem The Mars Volta. Wcześniej jednak wydali EP Tremulant, zawierającą trzy utwory. 
Album zatytułowany De-Loused in the Comatorium ukazał się 24 czerwca 2003 roku. Zawierał trudną do określenia muzykę stworzoną pod wpływem bardzo wielu stylów muzycznych; od punka przez hardcore, jazz, dub do rocka latynoskiego. Najczęściej zespół określa się jako przedstawicieli rocka alternatywnego. Pierwszy Album Mars Volty był po części kontynuacją działalności At the Drive-in (ostre brzmienie gitar, ten sam wokal Bixlera), a instrumentarium zostało poszerzone przez Owensa (organy) i Warda (sampler, komputery). Teksty wszystkich utworów łączy w całość motyw przewodni albumu - opowieść w pierwszej osobie człowieka, który zapada w śpiączkę i podróżuje przez nierzeczywiste światy. Według zespołu, ten pomysł jest oparty na prawdziwych wydarzeniach - śpiączki pod wpływem narkotyków i samobójczej śmierci ich znajomego, Julio Venegasa.
Album okazał się dużym sukcesem (szczególnie, jeśli brać pod uwagę niszowość zespołu). Sprzedało się ponad 500 tysięcy egzemplarzy, a zespół koncertował między innymi z Red Hot Chili Peppers. Podczas tego tournée Jeremy Ward zmarł po przedawkowaniu narkotyków, pozostałe koncerty odwołano.
1 marca 2005 ukazał się długo oczekiwany drugi album zespołu zatytułowany Frances the Mute. Wcześniej do Internetu wyciekły robocze wersje wszystkich utworów, co oczywiście nie zachwyciło muzyków. Tym razem motywem przewodnim tekstów są fragmenty dzienników znalezionych i opowiadanych reszcie zespołu przez Jeremy'ego Warda - historia człowieka poszukującego swoich korzeni, biologicznych rodziców. Wpływy muzyczne są jeszcze bardziej zróżnicowane, do instrumentarium dołączono instrumenty dęte, a tylko jeden utwór trwa krócej niż 10 minut. Wszystkie są podzielone na podutwory.

## Muzycy

### Ostatni skład zespołu
- Omar Rodríguez-López – gitara, wokal wspierający (2001-2013)
- Cedric Bixler-Zavala – wokal prowadzący (2001-2013)
- Juan Alderete – gitara basowa (2003-2013)
- Marcel Rodríguez-López – instrumenty klawiszowe, instrumenty perkusyjne (2003-2013)
- Deantoni Parks – perkusja (2006, 2010-2013)
- Lars Stalfors – instrumenty klawiszowe (2009–2010, 2011-2013)

### Byli członkowie zespołu
- Jon Theodore – perkusja (2001-2006)
- Blake Fleming – perkusja (2006)
- Thomas Pridgen – perkusja (2006-2009)
- Dave Elitch – perkusja (2009-2010)
- Eva Gardner – gitara basowa (2001–2002)
- Michael "Flea" Balzary – gitara basowa (2002)
- Ralph Jasso – gitara basowa (2002)
- Jason Lader – gitara basowa (2003)
- Isaiah Ikey Owens – instrumenty klawiszowe (2001–2010)
- Linda Good – instrumenty klawiszowe (2002)
- John Frusciante – gitara (2002–2008)
- Adrián Terrazas-González – flet, saksofon tenorowy, klarnet basowy, instrumenty perkusyjne  (2004, 2005–2008)
- Jeremy Michael Ward – efekty dźwiękowe (2001–2003)
- Paul Hinojos  – efekty dźwiękowe, gitara (2003–2004, 2005–2008)

## Dyskografia
- De-Loused in the Comatorium (2003)
- Frances the Mute (2005)
- Amputechture (2006)
- The Bedlam in Goliath (2008)
- Octahedron (2009)
- Noctourniquet (2012)